# Veszkény, Győr-Moson-Sopron
Veszkény  este un sat în districtul Kapuvár, județul Győr-Moson-Sopron, Ungaria, având o populație de 980 de locuitori (2011). 

## Demografie
Componența etnică a satului Veszkény
     Maghiari (98,71%)
     Germani (1,29%)
Componența confesională a satului Veszkény
     Romano-catolici (77,35%)
     Fără religie (2,76%)
     Luterani (1,12%)
     Reformați (1,02%)
     Necunoscută (16,84%)
     Alte religii (0,92%)
Conform recensământului din 2011, satul Veszkény avea 980 de locuitori. Din punct de vedere etnic, majoritatea locuitorilor (98,71%) erau maghiari, cu o minoritate de germani (1,29%).  Din punct de vedere confesional, majoritatea locuitorilor (77,35%) erau romano-catolici, existând și minorități de persoane fără religie (2,76%), luterani (1,12%) și reformați (1,02%). Pentru 16,84% din locuitori nu este cunoscută apartenența confesională.